# Sano Shinya
Sano Shinya[zdroj⁠?!] (nar. 5. července 1984[zdroj⁠?!]) je baskytarista japonské skupiny An Cafe vystupující pod pseudonymem Kanon (カノン). Vedle Boua, který z An Cafe v roce 2007 odešel, patří k nejobdivovanějším členům skupiny a je také autorem některých písniček. Používá dvě kytary Fender Jazz Bass, EBS/Multi Comp a reproduktor Basson.
Chodí v hodně tmavých barvách, rád nakupuje, hraje hry, čte manga a sleduje anime (je otaku). Má starší sestru a mladšího bratra.
Jeho oblíbenými hudebními styly jsou pop, J-Rock a Oshare Kei.